# Heinrich Berlin
Heinrich Berlin Neubart o Enrique Berlin (Fürth, Baviera, 13 de noviembre de 1915-Ciudad de México, 6 de mayo de 1988) fue un historiador, antropólogo y arqueólogo alemán. Como mayista realizó investigaciones en las zonas arqueológicas de México y Guatemala.

## Estudios y docencia
Sus padres fueron Phililip Berlin e Ilse Neubart, ambos doctores en Filosofía. Realizó sus primeros estudios en la Hardenberg-Gymnasium, en su ciudad natal. En 1935, durante el régimen del nazismo, su familia decidió emigrar a México. Ingresó a la Facultad de Filosofía y Letras de la Universidad Nacional Autónoma de México (UNAM), obtuvo la licenciatura en 1939, una maestría en 1942 y un doctorado en Antropología en 1947. Fue discípulo de Pablo Martínez del Río y Rafael García Granados. Fue compañero de Ignacio Bernal y Alberto Ruz Lhuillier.
Impartió clases en la Facultad de Humanidades de la Universidad de San Carlos de Guatemala y hacia finales de su vida en la Universidad Iberoamericana de México, en donde conoció a Beatriz Ramírez de la Fuente y Marta Foncerrada de Molina, con quienes compartió sus conocimientos.

## Mayista
En 1940 comenzó sus actividades en la zona arqueológica de Palenque bajo la dirección de Miguel Ángel Fernández. En 1946 fue nombrado miembro correspondiente de la Academia de Geografía e Historia de Guatemala fue editor de varios artículos de sus publicaciones. En 1949 comenzó a colaborar con el Instituto de Antropología e Historia de Guatemala realizando investigaciones en el Petén y Tikal. El 10 de enero de 1952 contrajo matrimonio con la profesora Gertrud Marianne Rutz Ree, sin embargo fue disuelto poco tiempo después.
En 1953 fue becado por la Institución Carnegie de Washington para efectuar exploraciones en los estados mexicanos de Chiapas, Campeche, Tabasco y Yucatán. Entre sus labores destacan las investigaciones en Mayapán, en el complejo de Centla y en el Cañón del Sumidero. Entre sus aportes a la epigrafía descifró, junto con Tatiana Proskouriakoff el significado y la utilización del glifo emblema que utilizaban las ciudades mayas a manera de topónimo o para distinguir a la dinastía reinante.

## Obras publicadas
- “Un templo olvidado en Palenque” en 1942.
- Fragmentos desconocidos del Códice de Yanhuitlán y otras investigaciones mixtecas, en 1947.
- Antropología e historia de Guatemala, informe, en 1951.
- Late Pottery Horizons of Tabasco (Contributions to American Anthropology and History), para el Instituto Carnegie en 1956.
- Historia de la imaginería colonial en Guatemala, en 1952.
- “A New Inscription from the Templo of the Foliated Cross at Palenque” en 1957.
- “El glifo emblema en las inscripciones mayas” en 1958.
- Nómina de artistas y artesanos coloniales de Guatemala, en 1965.
- “The Destruction of Structure 5D-33-1st at Tikal” para American Antiquity en 1967.
- Signos y significados en las inscripciones mayas, en 1977.
- Arte maya en 1982.

## Premios y distinciones
- Emeritisimum por la Facultad de Humanidades de la Universidad de San Carlos de Guatemala en 1953.
- Orden del Quetzal otorgada por el Gobierno de Guatemala el 29 de septiembre de 1977.
- Premio “Chiapas” otorgado por el Ateneo de Ciencias y Artes de Chiapas el 21 de agosto de 1981.

En 1981, el Primer Simposio Mundial de Epigrafía Maya fue dedicado al doctor Heinrich Berlin y a la epigrafista Tatiana Proskouriakoff.